# 孙雄
孙雄（1866年—1935年），本名同康，字君培，又字师郑，号郑斋，江苏苏州府昭文县（今江苏省常熟市）人，光绪癸巳恩科（1893年）举人，曾任北洋客籍學堂监督、京师大学堂文科监督，著有《论语郑注集释》《道咸同光四朝诗史》《读经救国论》及诗文集多种。

## 生平
光绪十二至十三年(1886-1887)，孙雄肄业于南菁书院。光绪十九年(1893)，孙雄中顺天府乡试第二名，次年甲午恩科会试中式，简翰林院庶吉士，二十四年(1898)散馆授吏部文选司主事。
光绪三十年(1904)，孙雄入袁世凯北洋幕府。1905年，袁世凯建立北洋客籍学堂后，孙雄任汉文正教员兼经学教员。1906年12月，任学堂第三任监督。
宣统元年(1910)，京师大学堂试办分科大学，孙雄任文科大学监督，赴日本考察教育。1911年，孙雄暂任北大史学讲师，1913年引去，从此蛰居北京。1935年，逝世。